# Río Barragan
Río Barragan är ett vattendrag i Spanien.   Det ligger i provinsen Provincia de Pontevedra och regionen Galicien, i den nordvästra delen av landet, 400 km nordväst om huvudstaden Madrid.